# Колосов, Юлий Михайлович
Ю́лий Миха́йлович Ко́лосов (1892—1938) — советский энтомолог.

## Биография
Родился в Екатеринбурге 20 декабря 1892 года[по какому календарю?] в семье политического ссыльного, работавшего учителем. По национальности русский.
В 1907 году начал обучение в четвертом классе Екатеринбургской мужской гимназии. Гимназический преподаватель французского языка Онисим Егорович Клер заметил интерес мальчика к насекомым, развил его, и впоследствии Юлий Михайлович не раз с благодарностью отзывался о Клере как о первом наставнике. В 1911 году, окончив гимназию, поступил на естественное отделение физико-математического факультета Санкт-Петербургского университета. В ноябре 1914 года был арестован за принадлежность к университетской группе социалистов-революционеров и участие в студенческих протестах против Первой мировой войны. После четырёх месяцев ареста был выслан из Петрограда — с запретом на проживание в ряде областей Российской империи. Перевёлся в Императорский Казанский университет, который окончил в 1917 году. В том же году он выступил автором проекта о необходимости государственной охраны памятников природы, о котором доложили министру земледелия.
Осенью 1917 года получил предложение работать на кафедре энтомологии Харьковского университета, чему помешала Октябрьская революция. В 1920 году начал преподавать в Уральском университете, в 1924 году стал профессором кафедры теоретической и прикладной энтомологии. В 1926—1929 годах читал в университете курс лесной энтомологии, одновременно работая энтомологом на областной малярийной станции при Санитарно-бактериологическом институте. По инициативе Колосова в 1925 году малярийная станция была преобразована в паразитологический отдел, который он возглавил. В 1923 году был назначен заведующим отделом защиты растений при Уралнаркомземе и за короткое время Колосов смог организовать борьбу с саранчой, а также занимался предварительной подготовкой технического персонала, постоянно разъезжая с лекциями.
В 1930-е годах возглавлял кафедру зоологии в Уральском горном институте и читал курс лекций в Свердловском медицинском институте. Организовал в Уральском обществе любителей естествознания энтомологическое бюро, был его заведующим.
Собрал крупную коллекцию насекомых Урала.
В своей автобиографии он указал, что с 1914 по 1937 год им было опубликовано более 250 работ по вопросам систематики, биологии, зоогеографии, синонимике, библиографии и борьбе с вредителями. Печатался он как в русских, так и в зарубежных периодических изданиях. Подавляющее большинство работ было посвящено энтомофауне Урала. Его именем было названо несколько видов насекомых.
В 1929 году он был арестован свердловским ОГПУ и провел в заключении месяц. Вновь Был арестован по анонимному доносу 27 марта 1937 года; ему было предъявлено обвинение в участии в контрреволюционной эсеровской террористической организации. По этому делу проходили ещё девять человек; никто не признал себя виновным. По приговору 13 октября 1937 года Юлий Михайлович Колосов был приговорён к десяти годам исправительно-трудовых лагерей и отправлен в БАМЛАГ. В письме домой Юлий Михайлович писал: «…здесь такая же морилка, как и та, в которой у меня гибли тысячи бедных насекомых!» В марте 1938 года он был переведен в город Свободный, в восьмое отделение Амурского НКВД. В 2023 году Музей истории Екатеринбурга получил официальное подтверждение, что Юлий Михайлович Колосов 26 марта 1938 года был осуждён тройкой УНКВД Дальневосточного края к расстрелу и 8 июля 1938 года приговор был приведён в исполнение.